# يوهان يوليوس هيكر
يوهان يوليوس هيكر (بالألمانية: Johann Julius Hecker)‏ هو تربوي ألماني، ولد في 2 ديسمبر 1707 في Werden, Essen ‏ في ألمانيا، وتوفي في 24 يونيو 1768 في برلين في ألمانيا.

## وصلات خارجية
- يوهان يوليوس هيكر على موقع الموسوعة البريطانية (الإنجليزية)